# Pļaviņas
Pļaviņas (deutsch: Stockmannshof) ist eine Stadt im Osten Lettlands, am rechten Ufer der Düna und an der Einmündung des Flusses Aiviekste gelegen. Im Jahre 2022 zählte Pļaviņas 2.876 Einwohner.

## Geschichte
Auf zwei Burghügeln wurden Siedlungsspuren aus dem 3. Jahrtausend vor Christus gefunden. Die Reste der mittelalterlichen Burg Loxten (Lokstenes pilsdrupas) liegen in Spornlage über dem Hochufer der Düna und blicken auf die benachbarte Ordensburg Selburg über dem Dorf Sēlpils. Während des Polnisch-Schwedischen Krieges eroberten die Schweden im Jahre 1626 die Burg Selburg und legten dort ein Kriegslager an.
Der Ort entwickelte sich um das Gut Stockmannshof sowie um eine Eisenbahnstation an der Linie Riga–Dünaburg. 1902 bestand eine Glasfabrik und eine Steinschmelzerei, die beide im Ersten Weltkrieg zerstört wurden.
Die Evangelisch-Lutherische Kirche St. Peter wurde von 1911 bis 1912 erbaut.
Die im Stil des Spätklassizismus nach Entwurf des Architekten Eduards de Vitte von 1828 bis 1830 erbaute Lutherische Kirche in Gostiņi wurde 1830 geweiht.
1927 erhielt Pļaviņas die Stadtrechte. 1956 wurde das benachbarte Gostiņi eingemeindet. 2009 schloss sich die Stadt mit drei umliegenden Gemeinden zum Bezirk Pļaviņas (Pļaviņu novads) zusammen, der 2021 im neuen Bezirk Aizkraukle aufging.

## Ansichten

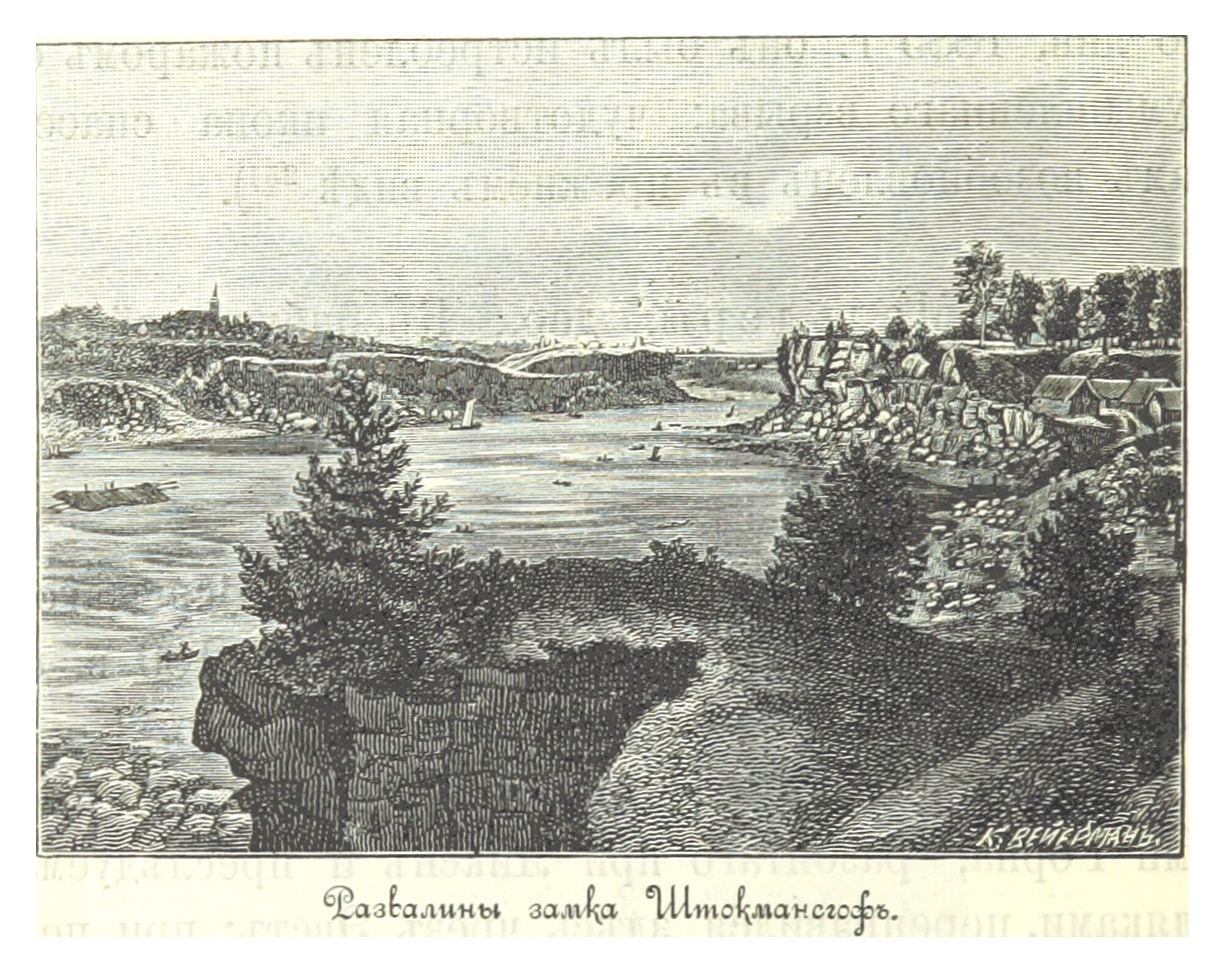
Blick über die Düna zum Ort Stockmannshof
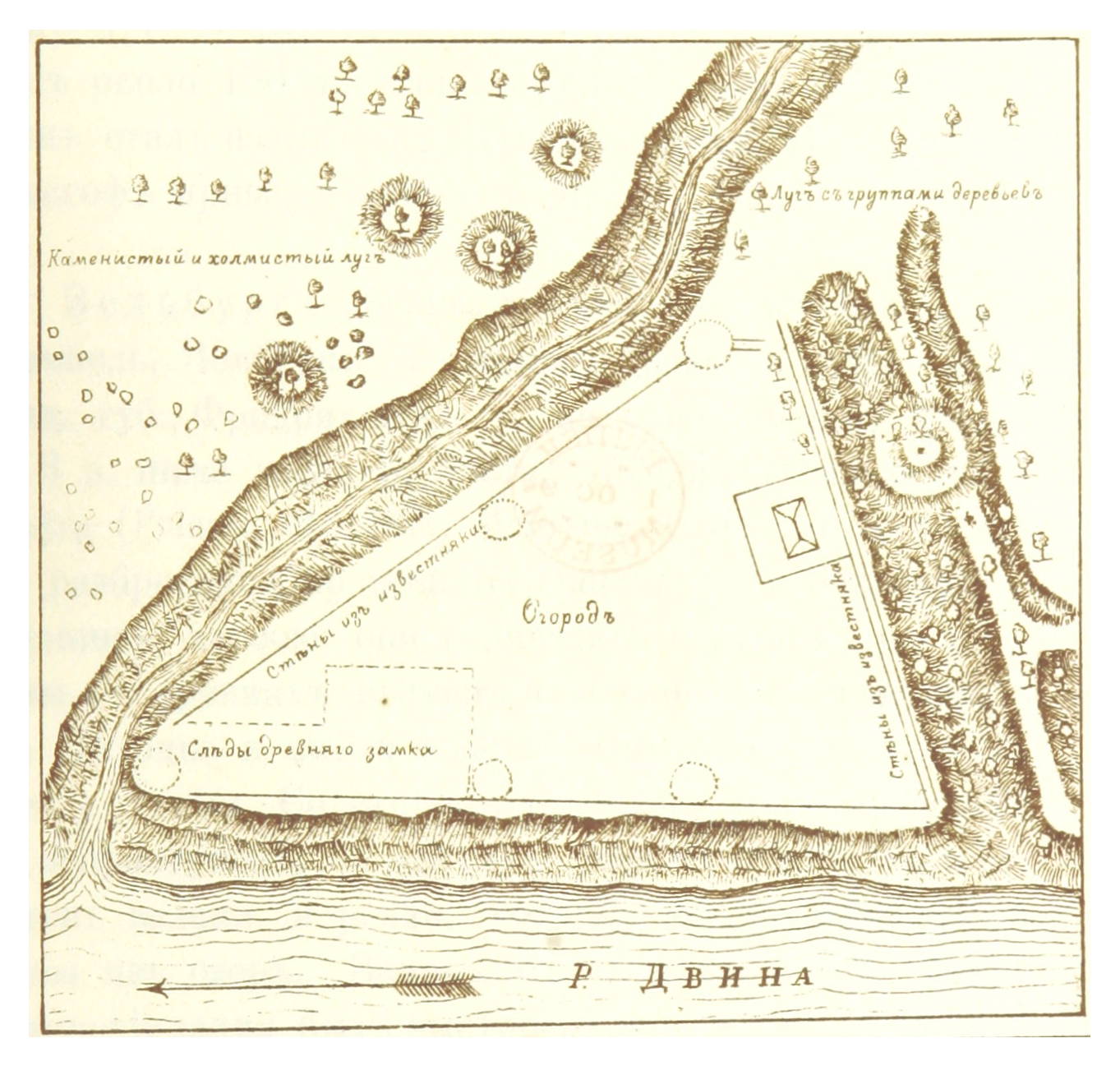
Skizze der Burg Loxten (Lokstenes pilsdrupas)
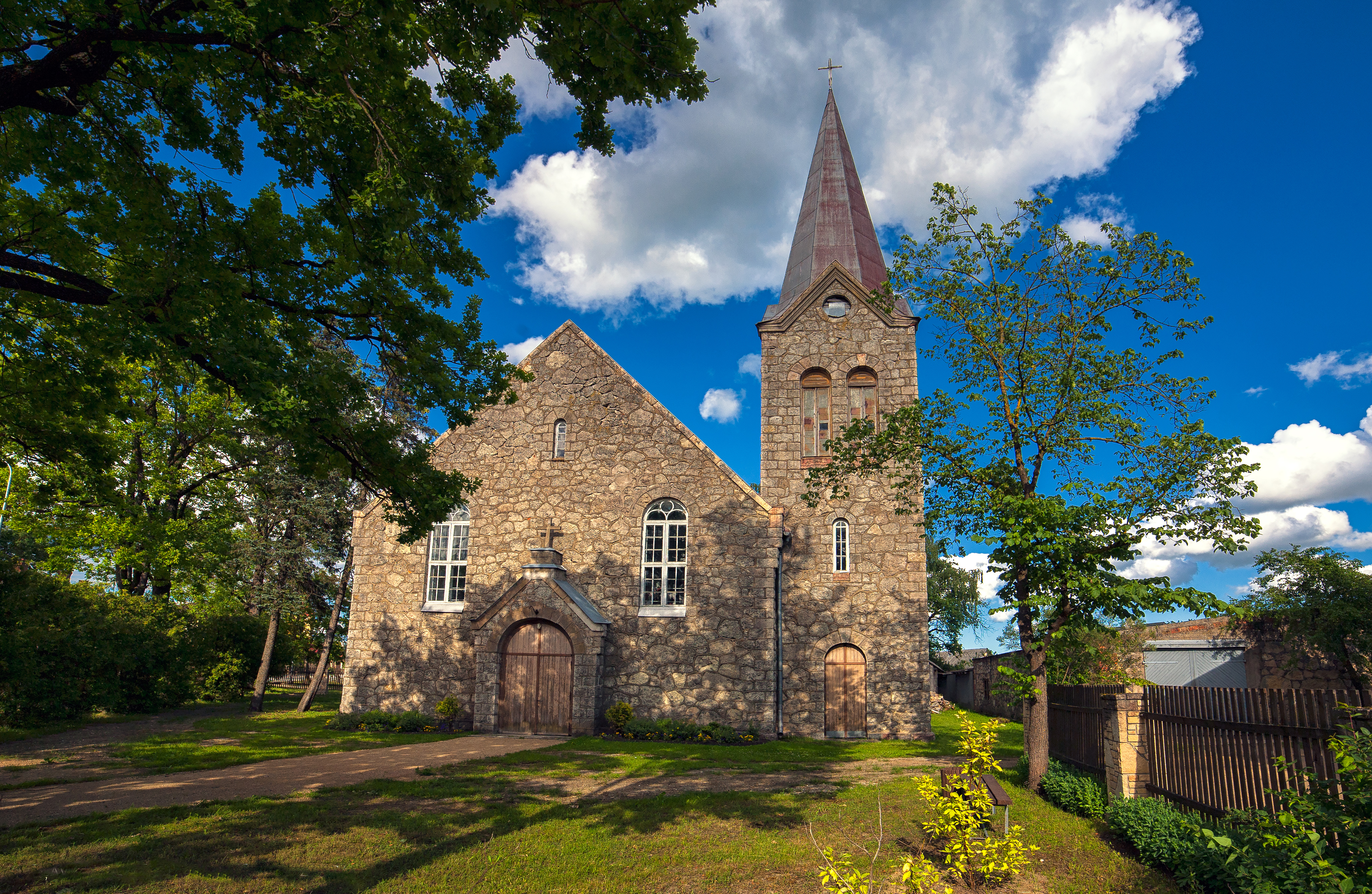
Lutherische Kirche St. Peter in Pļaviņas
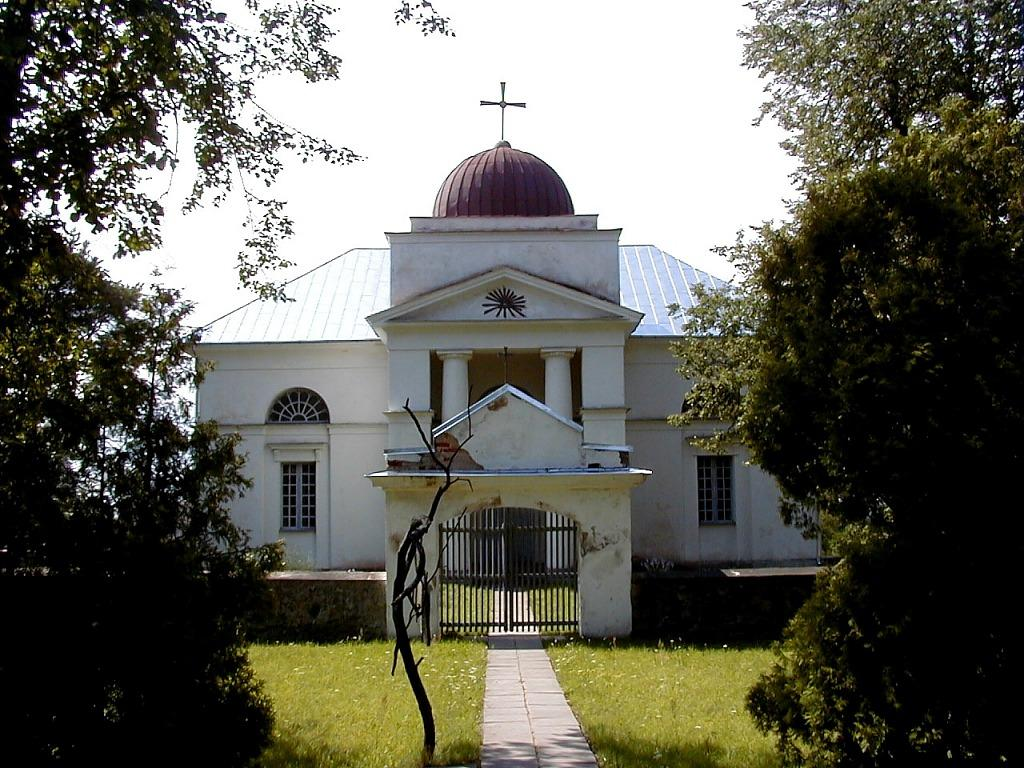
Lutherische Kirche im Stadtteil Gostiņi
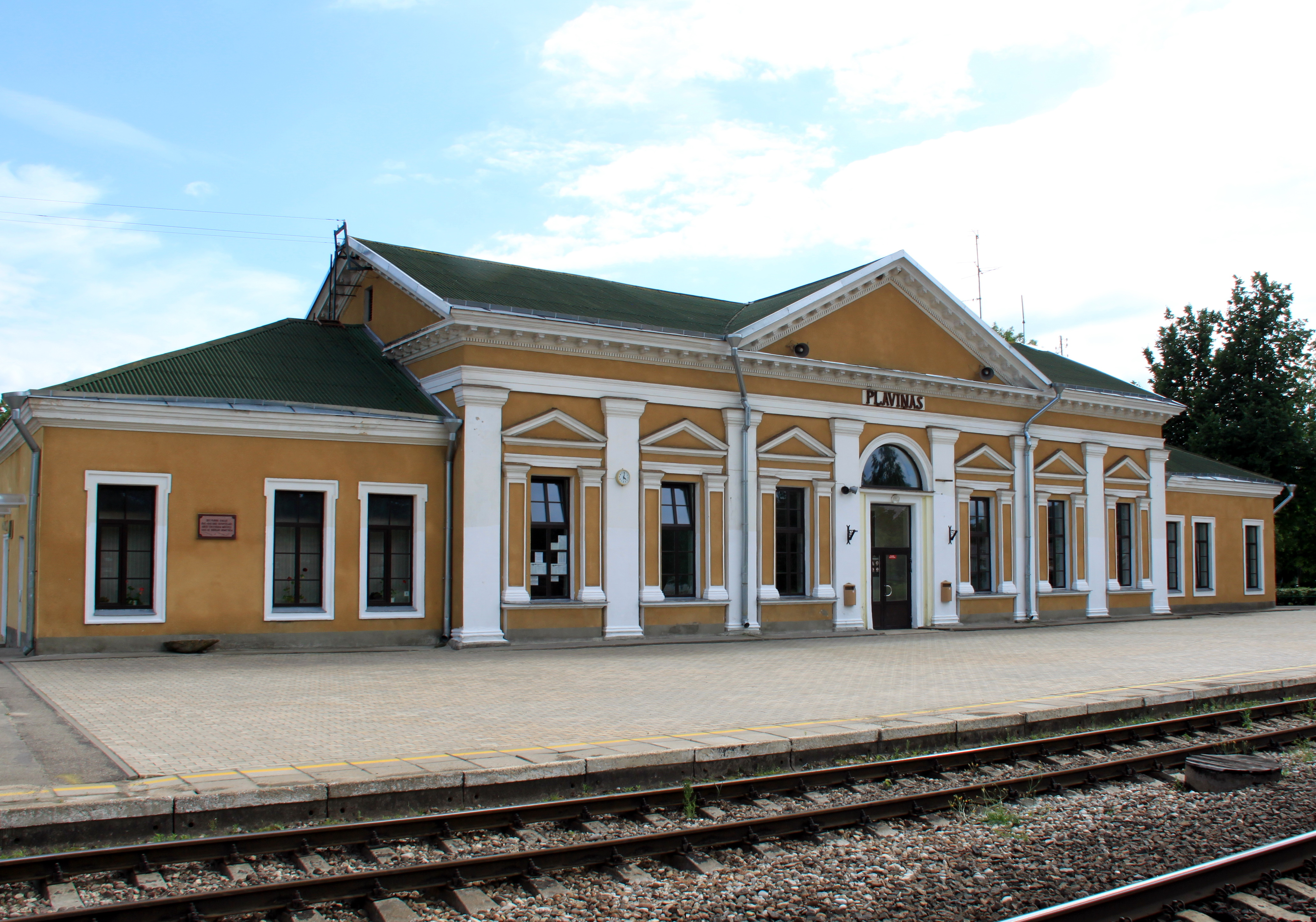
Bahnhof von Pļaviņas

## Söhne und Töchter
- Inese Jaunzeme (1932–2011), Leichtathletin
- Māris Bružiks (* 1962), Leichtathlet
- Raimonds Bergmanis (* 1966), Gewichtheber und Politiker
- Aleksandrs Patrijuks (* 1993), Biathlet